# المرض الالتهابي متعدد الأجهزة وليدي البدء
المتلازمة الجلدية والمفصلية العصبية الطفولية المزمنة (بالإنجليزية: Chronic infantile neurologic cutaneous and articular syndrome:149 ومختصرها CINCA)‏ أو المرض الالتهابي متعدد الأجهزة وليدي البدء (بالإنجليزية: Neonatal onset multisystem inflammatory disease ومختصرها NOMID)‏ أو متلازمة برير-غريسيلي (بالإنجليزية: Prieur-Griscelli syndrome)‏ أو متلازمة أنسل-بايواترز-إلدركنغ (بالإنجليزية: Ansell-Bywaters-Elderking syndrome)‏ هي متلازمة حمى دورية وراثية نادرة تتسبب بالتهاب غير مسيطر عليه في أجزاء مختلفة من الجسم وتبدأ بعد فترة قصيرة من الولادة.

## الأعراض والعلامات
تشمل الأعراض طفحا جلديا والتهاب مفاصل شديد والتهاب السحايا المزمن الذي يؤدي إلى أضرار عصبية. وتعد المتلازمة أحد أنواع المتلازمة الدورية المرتبطة بكرايوبايرين.

## الوراثة
تحدث المتلازمة بسبب طفرة في مورثة تدعى «كرايوبايرين» (أو CIAS1) والتي تساعد بالتحكم في الالتهاب. تؤدي الطفرات في هذه المورثة غلى امراض أخرى مثل متلازمة ماكل - ويلز وشرى البرد العائلي.

## العلاج
تعالج المتلازمة من خلال التحكم بالالتهابات. وتعد الستيرويدات مفيدة لكن عيبها في الأعراض الجانبية التي تظهر بعد الاستعمال طويل الأمد. واستعملت أدوية أخرى مثل ميثوتركسيت وكولشيسين وكاناكينوماب وكانت نافعة في بعض الأحيان. كما أظهر آناكينرا مفعولا مفيدا في علاج هذه المتلازمة. وفي حالة عدم وجود أي علاج مفيد فإن الحل من خلال استعمال علاجات داعمة تقلل من الأعراض وتزيد من نشاط الجسم.

## الانتشار
تحدث المتلازمة بنسبة أقل من حالة واحدة لكل مليون ولادة. وقد سجلت 100 حالة حول العالم. أغلب الحالات متوزعة بشكل متفرق لكن قد تم التعرف على بعض الحالات المورثة بصفة سائدة.